# Rogelio Canches
Rogelio Antenor Canches Guzmán (Cabana, Áncash; 14 de septiembre de 1953-8 de agosto de 2023) fue un técnico textil y político peruano. Fue el primer presidente del Gobierno Regional del Callao de 2003 a 2006. Además, fue congresista de la República para el periodo 2011-2016.

## Biografía
Nació en el distrito de Cabana, ubicado en el departamento de Áncash, el 14 de septiembre de 1953.
Se graduó como técnico textil en el Servicio Nacional de Adiestramiento en Trabajo Industrial (SENATI) de Lima en 1971. Entre agosto del 2001 y julio del 2002, fue Presidente Ejecutivo del Consejo Transitorio de Administración Regional (CTAR) del Callao.

## Carrera política

### Presidente Regional del Callao
Para las elecciones regionales convocadas en el año 2002, Canches postuló como candidato al Gobierno Regional del Callao por el entonces partido oficialista Perú Posible de Alejandro Toledo. Culminando los procesos, Canches logró ser elegido como el primer presidente regional del Callao en la historia para el periodo 2003-2006.
Durante su gestión, se destacan las siguientes obras:

#### Obras
- Colegio 5121 Pedro Planas Silva - Ventanilla
- Ambientes adecuados para la atención y rehabilitación de niños especiales
- Ampliación y rehabilitación colegio 5051 Virgen de Fátima - Ventanilla
- Anfiteatro y áreas verdes ciudad Satélite Santa Rosa  - Callao
- Casa de la Juventud Jose Tamayo AAHH Bocanegra - Callao
- Hospital de Ventanilla
- Complejo comunal Villa Emilia - Ventanilla
- Complejo integral de la Fiscalía superior y unidades especializadas de la PNP - Callao
- Construcción del campo deportivo Urb. Previ - Callao
- Construcción del centro salud Alberto Barton - Callao
- Construcción de escaleras de AAHH pobladores de Ventanilla Alta
- Construcción y equipamiento del almacén Regional de Vacunas - Callao
- Construcción del puente peatonal Capilla - Ventanilla
- Pistas, veredas y escaleras AAHH Sta Rosa - Callao
- Escaleras AAHH 24 de junio, 8 de marzo Kumamoto y la Planicie - Ventanilla
- IE 5032 Enrique del Horme Urb Tarapacá - Bellavista
- Iluminación artificial del estadio Miguel Grau - Callao
- Intercambios viales Av Guardia Chalaca - Callao
- Construcción de moderna infraestructura de Dirección Regional de Educación del Callao DREC - Bellavista
- Construcción de muro de contención AAHH Santa Rosa - Callao
- Nuevo Parque Urb. Inresa - Callao
- Parque AAHH los Cedros - Ventanilla
- Parque Principal AAHH La Paz - Ventanilla
- Plataformas de vivienda AAHH el Mirador de Ventanilla
- Recuperación de la Iglesia Matriz del Callao

Al culminar su gestión, Canches intentó ser reelegido en el cargo para las elecciones regionales del 2006, por su Movimiento Amplio Regional Callao (MAR Callao), sin embargo, fue vencido por Álex Kouri de Chim Pum Callao. De igual manera en las elecciones del 2010.

### Congresista de la República
En las elecciones parlamentarias del 2011, Canches decidió postular al Congreso de la República representando al Callao por la alianza Gana Perú encabezada por el entonces candidato presidencial Ollanta Humala. Canches resultó elegido al obtener 28,460 votos, para el periodo parlamentario 2011-2016.
Durante su gestión presentó más de 100 proyectos de Ley, varias de su autoría se convirtieron en Ley. Además fue responsable de la comisión investigadora del Fondo de la Reconstrucción del Sur, por casos de corrupción. Fue también presidente de la Comisión de Relaciones Exteriores y presidente de la Comisión de Ética.
Renunció a la bancada de Gana Perú en febrero del 2015 tras discrepancias internas y luego se unió a la bancada Unión Regional conformada por parlamentario independientes

#### PL presentados
- Proyecto de Ley N° 2743-2013-CR, Ley que propone declarar de interés y necesidad pública la Ampliación y Mejoramiento del Sistema de Agua Potable y Alcantarillado para el Macro Proyecto Pachacutec del Distrito de Ventanilla con una inversión de 420 Millones de soles.
- Ley N° 29960 - Ley que modifica la Ley 29031, Ley que instituye el Día de los Defensores de la Democracia y crea la condecoración correspondiente. Ley que instituye que los días 22 de abril y 12 de septiembre de cada año, las instituciones educativas deben realizar actividades conmemorativas en honor a los peruanos que lucharon contra el terrorismo.
- Ley n.º 30305 - Ley que prohíbe la reelección de autoridades regionales y municipales. Ley que permitirá que haya alternancia y participación en los cargos de elección en el Callao.
- Ley n.º 30001 - Ley de Retorno e incentivos Migratorios. Ley que otorga beneficios tributarios a los peruanos que retornen al País trayendo menaje hasta por $30,000.00, un automóvil hasta por la misma suma y bienes de capital hasta por $150,000.00.
- Ley n.º 30082 - Ley que suspendió la aportación previsional obligatoria de los trabajadores independientes. Los trabajadores independientes no están obligados al pago de aportes previsionales.

#### Intervenciones municipales
- Gestionó para 79 asentamientos humanos, 6 urbanizaciones y asociación de vivienda que integran, el esquema del proyecto Ampliación y Mejoramiento de los Sistemas de Agua y Alcantarillado de los sectores 273, 277, 278, 279, 280, 394 y 395 de Ventanilla con Código SNIP N° 256450, aprobándose el estudio a nivel de perfil.
- Para la Construcción del Muelle Artesanal Bahía Blanca en Pachacutec, apoyó activamente la Distritalización de Mi Perú y la independencia de Ventanilla como nueva provincia.

Para las elecciones generales del 2016, Canches se afilió al partido Alianza para el Progreso y postuló a la reelección como parlamentario sin lograr tener éxito. Luego, volvió a postular por cuarta vez al Gobierno Regional del Callao como miembro del partido Perú Nación en 2018 y quedó en el cuarto lugar de las preferencias tras el triunfo de Dante Mandriotti.

## Fallecimiento
El 8 de agosto del 2023, Rogelio Canches falleció a los 69 años en el Callao. La noticia fue confirmada por su hijastra Patricia Chirinos a través de su cuenta de Twitter. En condolencias tras su deceso, la alcaldía del Callao decidió declarar duelo los días 8 y 9 de agosto.